# الکساندرا استن
الکساندرا یوانا استن (به انگلیسی: Alexandra Ioanna Stan) (زاده ۱۰ ژوئن ۱۹۸۹) خواننده و ترانه سرای اهل رومانی است.
او در سال ۲۰۰۹ تک آهنگ آغازین خود به نام (Lollipop (Param Pam Pam و در سال بعد اولین تک اهنگ رسمی خود به نام "Mr.saxobeat" را منتشر کرد که توانست در جدول ۱۰۰ آهنگ برتر چند کشور از جمله رومانی، استرالیا، آلمان و ایتالیا در جایگاه نخست قرار گیرد. آهنگ بعدی وی "Get Back ASAP" نام دارد که در سال ۲۰۱۱ منتشر شد. اولین البوم الکساندرا "Saxobeats" نام دارد و در تاریخ ۲۹ اگوست ۲۰۱۱ منتشر شده‌است. وی تا به حال در چند بخش جوایز موسیقی کشور رومانی نامزد شده‌است و توانسته جایزه دو بخش را نصیب خود کند. در ژوئیه ۲۰۲۱، استن به عموم مردم فاش کرد که حدوداً دو ماه زودتر ، یعنی ۲۴ آوریل، با نامزدش امانوئل ازدواج کرده است.

## اوایل زندگی و اوایل حرفه

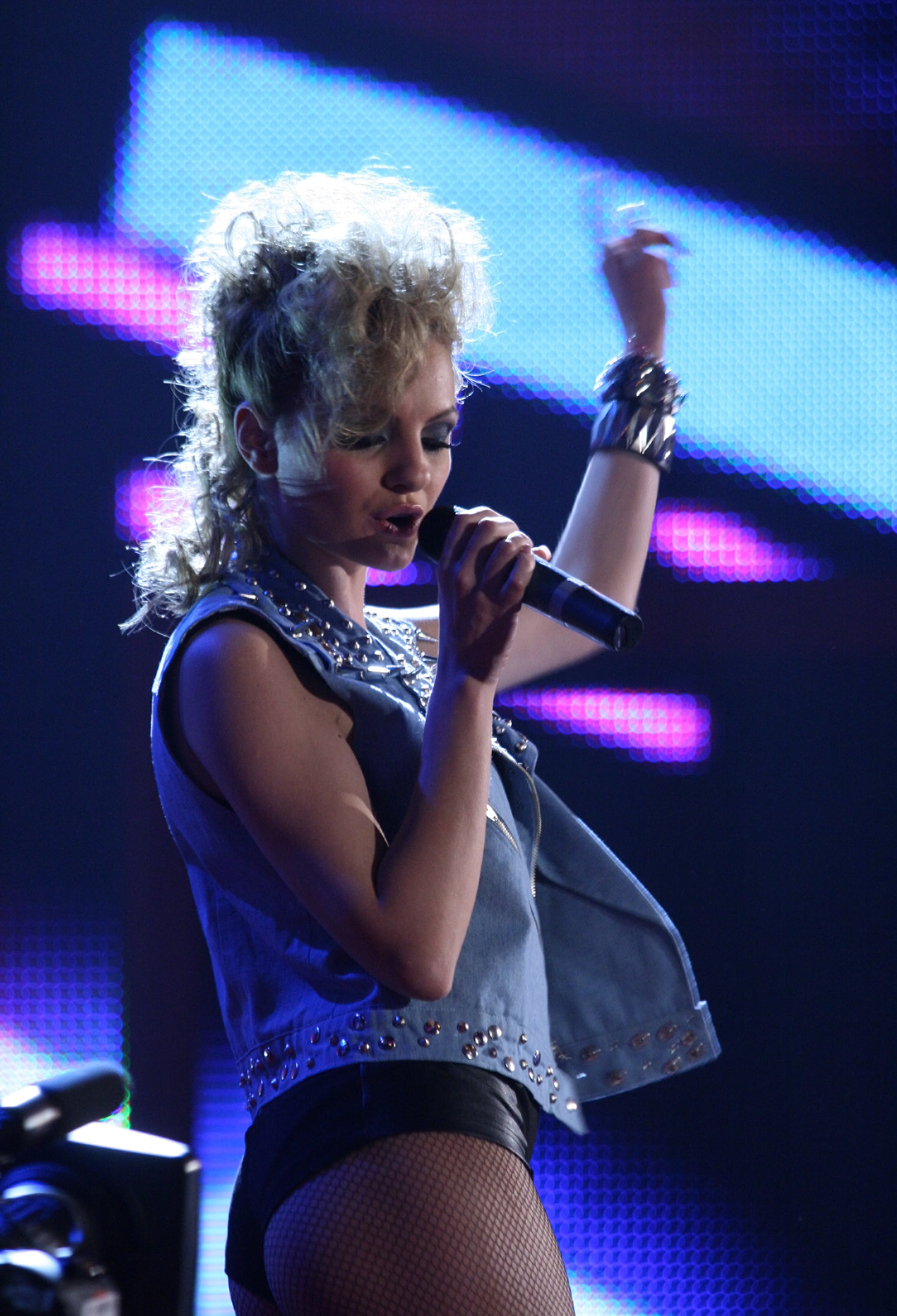

الکسندرا در رومانی کانستانتا به دنیا آمد. او در دبیرستان TRAIAN درس خواند و سپس به دانشگاه مدیریت Andrei Saguna رفت. او در همان نوجوانی علاقهٔ بسیار زیادی به موسیقی نشان می‌داد و ملودی‌های معروف را می‌خواند و حتی خودش آهنگ می‌ساخت. او در رقابت‌های مختلف مربوط به موسیقی شرکت کرد و جایزه‌هایی هم برنده شد. او در جشنواره موسیقی Mamaia در سال ۲۰۰۹ شرکت کرد. مدیران او Marcel Prodan و Andrei Nemirschi هستند. او با انتشار آهنگ "آبنبات چوبی"(Lollipop) در سراسر جهان معروف شد. مدت کوتاهی بعد از انتشار این آهنگ او در بسیاری از برنامه‌های رادیویی و شوهای تلویزیونی رومانیای حاضر شد. دومین تک‌آهنگ او Mr. Saxobeat هم به یک ترانهٔ بسیار موفق تبدیل شد. این آهنگ در لیست برترین آهنگ‌های بین‌المللی مکان اول را به دست آورد و چند هفته همچنان صدرنشین بود. او اولین تور خود را در سال ۲۰۱۱ در فرانسه شروع کرد. در یک مصاحبه او اعلام کرد که به خدا اعتقاد دارد و اصول مذهبی خودش را دارد.
استن در سال ۲۰۰۹ تبلیغ اولین آهنگش "Lollipop" را منتشر کرد و خود این آهنگ در اواخر سال ۲۰۰۹ منتشر شد. در طول تابستان سال ۲۰۱۰ او یک تراک جدید به نام "راه را به من نشان بده" ("Show Me The Way") در تور رومانی اش به نمایش در آورد. در سپتامبر ۲۰۱۰ استن دومین آهنگ خود را به نام "Mr. Saxobeat" منتشر کرد. در کمتر از دو ماه این آهنگ به بهترین آمار در رومانی دست یافت و در لیست ۱۰۰ آهنگ برتر رومانی مکان اول را از آن خود کرد و به مدت هشت هفته از در این مکان باقی ماند. این آهنگ در سراسر جهان موفقیت تجاری بسیار خوبی به دست آورد. در اوایل سال ۲۰۱۱ این آهنگ به لیست تگ آهنگ‌های اسپانیا و ده تک‌آهنگ برتر فرانسه و همچنین صد آهنگ برتر کانادا وارد شد. این آهنگ به برترین آهنگ در کشورهای ایتالیا و دانمارک و سپس اسلواکی، مجارستان و لهستان تبدیل شد. در اواخر ماه مه ۲۰۱۱ این آهنگ به اولین آهنگ رومانیایی پس از سال ۲۰۰۴ آهنگ "Dragostea din Tei" تبدیل شد که توانسته است به مکان اول بهترین آهنگ در آلمان برسد. این آهنگ روی هم به مدت ۲۰ هفته در آلمان و سویس برترین آهنگ بود.
بعد از موفقیت آهنگ "Mr. Saxobeat" استن آهنگ "Get Back" را منتشر کرد.این آهنگ شماره یک کشور اسلواکی و چهارم رومانی و هشتم فنلاند در برترین آهنگ‌ها شد و در بیش از پنج کشور جزو بیست آهنگ برتر شناخته شد.پس از آن آهنگ آبنبات چوبی مجدداً به‌طور انحصاری برای بازار دیجیتال بین‌المللی منتشر شد که اصلاً به موفقیتی نرسید.در تابستان سال ۲۰۱۱ استن آهنگ "میلیون" ("Million") را با خواننده رپر زیمبابویی "کارلپریت" منتشر کرد.در سپتامبر ۲۰۱۱ این آهنگ اجازهٔ پخش در فرانسه را گرفت ولی از چهل آهنگ برتر خارج شد.شروع ساخت موزیک ویدئو این آهنگ در ۶ دسامبر ۲۰۱۱ شروع شد.
در ۲۹ اوت ۲۰۱۱ الکسندرا اولین آلبوم خود را با عنوان "Saxobeats" منتشر کرد که شامل هشت آهنگ و پنج آهنگ ریمیکس شده بود.این آلبوم در ابتدا در فرانسه و سپس در آلمان،سوئیس،نروژ،اسپانیا،لهستان و ایتالیا منتشر شد و در ۲۵ نوامبر هم در ایالات متحده و کانادا منتشر شد که توانست رکوردهای فوق العاده‌ای به جا بگذارد.

## آلبوم‌ها
- ساکسوبیتز (۲۰۱۱)
- Unlocked (بازکردن قفل) (۲۰۱۴)
- Alesta (الستا) (۲۰۱۶)
- Mami (مامان) (۲۰۱۸)
- Rainbows (رنگین کمان) (۲۰۲۲)

## ۲۰۱۶ تا به حال
در ۸ ژوئن ۲۰۱۵ استن آهنگ "We Wanna" را با همکاری خواننده رومانیایی اینا (Inna) و خواننده سبک رگیتان اهل پورتوریکو ددی یانکی (Daddy Yankee) منتشر کرد.این آهنگ به لیست سی آهنگ برتر در ترکیه،آرژانتین و لهستان و شصت آهنگ برتر ایتالیا،اسلوواکی و رومانی رسید.در ادامه او و دوریان (Dorian) آهنگ "Motive" را منتشر کردند که در آن استن به عنوان خواننده مهمان بود.استن به خاطر این آهنگ در مراسم Celebrity Awards جایزه دریافت کرد.در ۱۵ نوامبر ۲۰۱۵ تک‌آهنگ منتشر شد.به همراه آن موزیک ویدئو این آهنگ هم منتشر شد.این تراک یک آهنگ قوی و شادی است که در مورد صحبت‌های والدین با فرزندانشان است.در مارس ۲۰۱۶ استن سومین آلبوم استودیویی خودش را با نام Alesta منتشر کرد.در این راستا برای ترویج و تبلیغ آلبومش یک تور در ژاپن برگزار کرد.این آلبوم با انتشارش در رتبهٔ سی و چهارم آلبوم‌های ژاپن قرار گرفت.

## بستری شدن در بیمارستان
استن در ژوئن ۲۰۱۳ در بیمارستان بستری شد و به همین خاطر کنسرت‌هایش لغو شد.در ابتدا کارکنان او اعلام کردند که او تصادف کرده‌است ولی خود استن یک روز بعد با پلیس در بیمارستان مصاحبه کرد و مدیر برنامه‌ها و دوست پسرش مارسل پوردن را متهم کرد که او را مورد ضرب و شتم قرار داده است و پولش را نداده است.در ۱۸ ژوئن استن یک شکایت کیفری علیه پوردن به جرم باج‌گیری انجام داد و سپس تصمیم گرفت جراحت بدنی و سرقت را هم به آن اضافه کند.استن پس از این ماجرا تصمیم گرفت مدتی استراحت کند.آلبوم جدید او قرار بود در سپتامبر ۲۰۱۳ منتشر شود ولی با توجه به این حادثه برای خودش و مدیرش انتشار آن به تعویق افتاد.

## جوایز و نامزدها
| سال  | جایزه                          | دسته                             | گیرنده         | نتیجه    |
| ---- | ------------------------------ | -------------------------------- | -------------- | -------- |
| ۲۰۱۱ | جوایز موسیقی اروپایی MTV       | "بهترین هنرمند رومانیایی"        | الکساندرا استن | پیروز    |
| ۲۰۱۱ | جوایز موسیقی اروپایی MTV       | "بهترین هنرمند اروپایی"          | الکساندرا استن | نامزدشده |
| ۲۰۱۱ | European Border Breakers Award | "European Border Breakers Award" | الکساندرا استن | پیروز    |
| ۲۰۱۱ | Premios 40 Principales         | "بهترین آهنگ بین‌المللی"          | Mr. Saxobeat   | نامزدشده |
| ۲۰۱۲ | RRA Awards                     | "بهترین آهنگ رقص پاپ"            | Get Back       | پیروز    |
| ۲۰۱۲ | جوایز موسیقی رومانی            | "بهترین زن"                      | الکساندرا استن | پیروز    |
| ۲۰۱۲ | جوایز موسیقی رومانی            | "بهترین آلبوم"                   | Saxobeats      | نامزدشده |